# Al-Chusus
al-Chusus (arabisch الخصوص, DMG al-Ḫuṣūṣ) ist eine sehr dicht besiedelte Stadt im Nildelta Ägyptens innerhalb des Gouvernement al-Qalyubiyya mit ca. 468.000 Einwohnern. Sie bildet eine Vorstadt nördlich von Kairo.

## Bevölkerungsentwicklung
| Zensusjahr | Einwohnerzahl |
| ---------- | ------------- |
| 2006       | 291.242       |
| 2018       | 468.194       |